# Xenicus lyalli
Xenicus lyalli е изчезнал вид малка нелетяща птица от семейство Новозеландски орехчета (Acanthisittidae).

## Разпространение
Видът е бил разпространен в Нова Зеландия. Последното му убежище е остров Стивънс в протока Кук.